# Nash 680 e Six
La 680 è un'autovettura prodotta dalla Nash Motors dal 1918 al 1921. È stata la prima vettura prodotta dalla casa automobilistica statunitense. Il modello successore, che era quasi identico alla vettura antenata e che venne chiamato Six, fu in produzione fino al 1924. La Six era conosciuta anche come 690.

## Storia
Il telaio era disponibile in due versioni di passo, 3.073 mm e 3.226 mm. Il modello era offerto in versione roadster due porte, coupé due porte, berlina quattro porte e turismo quattro porte.
La 680 aveva installato un motore a sei cilindri in linea da 4.079 cm³ di cilindrata avente un alesaggio di 82,6 mm e una corsa di 127 mm, che erogava 55 CV di potenza. La frizione era monodisco a secco, mentre il cambio era a tre rapporti. La trazione era posteriore. I freni erano meccanici sulle ruote posteriori.
Nel 1919 il modello fu sottoposto ad un facelift, con la meccanica che rimase invariata. Nel 1922 la 680 fu sostituita dalla Six. Quest'ultima era essenzialmente identica alla vettura precedente. L'unica differenza di nota fu nella calandra. Nel 1923 le ruote a disco sostituirono le precedenti ruote a raggi.